# Hibridació d'àcids nucleics
La hibridació d'àcids nucleics (ADN o ARN) és un procés químic pel qual es combinen dues cadenes antiparal·leles d'àcids nucleics i amb seqüències de bases complementàries, en una única molècula de doble cadena, que pren l'estructura de doble hèlix, on les bases nitrogenades queden ocultes a l'interior. Això fa que si irradiem la mostra amb la longitud d'ona a la qual absorbeixen aquestes bases (260 nm), l'absorció d'energia serà molt menor si la cadena és doble que si es tracta de la cadena senzilla, ja que en aquesta última els dobles enllaços de les bases nitrogenades, que són les que capten l'energia, estan totalment exposats a la font emissora d'energia.
Tot i que una seqüència d'ADN de doble cadena és generalment estable en condicions fisiològiques, canviar aquestes condicions al laboratori (generalment augmentant la temperatura circumdant) farà que les molècules se separin en cadenes simples. Aquestes cadenes són complementàries entre si, però també poden ser complementàries d'altres seqüències presents al seu entorn. La reducció de la temperatura circumdant permet que les molècules monocatenàries s'hibridin o s'hibridin entre elles.
La replicació de l'ADN i la transcripció de l'ADN a l'ARN depenen de la hibridació de nucleòtids, com també ho fan les tècniques de biologia molecular que inclouen Southern blots i Northern blots, la reacció en cadena de la polimerasa (PCR) i la majoria d'enfocaments per a la seqüenciació de l'ADN.
Els nucleòtids s'uniran amb els seus complementaris sota condicions normals:
A = T; A = U; C ≡ G; G ≡ C; T = A o U = A
Així que dues cadenes perfectament complementàries s'uniran l'una a l'altra ràpidament. Per contra, a causa de les diferents geometries dels nucleòtids, una simple variació de les parelles anteriors porta a inconsistències entre les cadenes i dificultarà la unió.
El procés d'hibridació es pot revertir simplement escalfant la solució que conté a la molècula. El percentatge de GC dins de la cadena condiciona la temperatura d'alineament i de desnaturalització, ja que G s'uneix a C mitjançant tres ponts d'hidrogen i A s'uneix a U o T mitjançant dos ponts d'hidrogen, per tant, i atès que cal més energia per trencar tres enllaços que per trencar dos, aquesta energia es tradueix en una major temperatura. El % GC no és igual per a totes les espècies, és més, el % GC és diferent fins i tot entre l'ADN nuclear i l'ADN mitocondrial, el que ens dona força joc en els protocols d'extracció d'ADN, segons que tipus anem a estudiar i això és important, entre altres motius perquè hi ha malalties genètiques degudes a mutacions en l'ADNmt.
En biologia molecular experimentalment es duen a terme dos tipus diferents d'hibridació: Tipus transferència Southern, per a unions ADN-ADN i tipus transferència Northern, per a unions ADN-ARN.
Procediment experimental
1. L'hèlix de doble cadena (ADN) és separada mitjançant un procés físic (calor) o químic (amb una base forta, com la sosa càustica), això trenca els enllaços per pont d'hidrogen que mantenen units els dos filaments de l'ADN.
2. Els dos filaments complementaris se separen, l'ADN es desnaturalitza.
3. Una mostra de cadenes simples (o desnaturalitzades) es barreja amb una altra mostra de cadenes simples.
4. La mostra combinada es refreda lentament, les molècules senzilles es van aparellant per les zones complementàries (més estables termodinàmicament) i es va formant una nova molècula hibridada

La velocitat d'hibridació és un indicatiu de la similitud genètica entre les dues mostres, el percentatge de similitud genòmica i la velocitat d'hibridació és directament proporcional.

## Mètodes de laboratori
Hi ha dos tipus d'hibridacions d'àcids nucleics que s'usen freqüentment en els laboratoris que utilitzen tècniques de biologia molecular. Ambdós mètodes utilitzen una cadena senzilla d'ADN marcada per un mètode físic-químic, bé sigui amb radioactivitat o bé amb un fluorocrom. Aquesta cadena té una seqüència de nucleòtids coneguda i s'utilitza com a sonda d'hibridació per detectar altres molècules d'ARN o ADN de cadena senzilla de seqüència semblant.

### Southern
El mètode tipus transferència de DNA o Southern blot va ser desenvolupat per Edwin Southern per a la detecció de gens específics en l'ADN cel·lular.
L'ADN és digerit amb un enzim de restricció i els fragments són separats per mides mitjançant una electroforesi en gel. A continuació els fragments d'ADN de doble cadena són desnaturalitzats mitjançant un procés químic separant els dos brins components d'ADN en les seves cadenes senzilles. Posteriorment, l'ADN inserit en el gel és transferit a un filtre de nitrocel·lulosa, de manera que en el filtre queda representada una rèplica de la disposició dels fragments d'ADN presents en el gel. A continuació el filtre es cova durant un temps amb la sonda marcada (radioactivament o amb un fluorocrom), durant la incubació la sonda es va hibridant a les molècules d'ADN de cadena senzilla de seqüència complementària (o molt semblant). La sonda unida al fragment d'ADN complementari es pot visualitzar en el filtre d'una manera senzilla mitjançant una exposició a una pel·lícula de raigs X per al cas de sondes radioactives o amb una pel·lícula sensible a la llum, per al cas de sondes.

### Northern
El segon mètode, tipus transferència d'RNA o Northern blot, s'utilitza per identificar les cadenes d'ARN de seqüència semblant a l'ADN que s'usa com a sonda, a diferència del tipus Southern que s'utilitza per identificar ADN, el mètode Northern serveix per a identificar ARN.
L'ARN s'extreu i es fracciona en mides variables mitjançant una electroforesi en gel de poliacrilamida en unes condicions que mantingui les cadenes d'ARN en estat desnaturalitzat. El procés continua de manera semblant a la hibridació de tipus Southern.
El mètode Northern s'utilitza molt freqüentment per fer estudis d'expressió gènica; per conèixer quins gens estan actius formant ARN missatger en quines condicions, en quins teixits o tipus cel·lulars.

### Hibridacióin situ
Un desenvolupament de les tècniques de preparació i fixació de materials biològics per a la seva observació al microscopi, juntament amb el desenvolupament de tècniques d'hibridació tipus Northern ha portat a poder realitzar la hibridació de les sondes directament sobre teixits de material orgànic, fent servir tècniques immunohistoquímiques es pot conèixer la localització precisa dels teixits i cèl·lules que estan expressant els gens de seqüència complementària a les sondes utilitzades. També en aquesta categoria destaca el FISH, tècnica d'hibridació in situ, on les sondes són seqüències d'ADN marcades que s'uneixen a seqüències d'ADN conegudes dins del cromosoma, amb la qual comparteix un alt grau de similitud i que es poden observar amb un microscopi òptic de fluorescència.

## Xip d'ADN
El següent pas en el desenvolupament de tècniques d'hibridació conduí a la miniaturització dels filtres de nitrocel·lulosa i a la utilització de matrius microscòpiques en forma de xip d'ADN. D'aquesta manera es poden posar en una matriu una immensa quantitat de còpies gèniques diferents i mitjançant un procés d'hibridació detectar totes aquelles que tenen una seqüència semblant, modificant les característiques de les molècules presents en la matriu així com canviant les sondes utilitzades, les possibilitats d'anàlisi d'expressió que proporcionen els Xip d'ADN són enormes.

## PCR
La Reacció en cadena de la polimerasa, o PCR, utilitza un pas d'hibridació d'oligonucleòtids per completar el procés. Entre el pas de desnaturalització dels brins de l'ADN i abans del pas d'extensió de l'encebador hi ha un pas d'unió dels encebadors al bri de seqüència complementària mitjançant una hibridació d'ADN. És el pas de menor temperatura de la PCR i el que marca l'especificitat de la reacció

## Aplicacions
La hibridació és una propietat bàsica de les seqüències de nucleòtids i s'aprofita en nombroses tècniques de biologia molecular. En general, la relació genètica de dues espècies es pot determinar mitjançant la hibridació de segments del seu ADN (hibridació ADN-ADN). A causa de la similitud de seqüències entre organismes estretament relacionats, calen temperatures més altes per fondre aquests híbrids d'ADN en comparació amb organismes més llunyans. Una varietat de mètodes diferents utilitzen la hibridació per identificar l'origen d'una mostra d'ADN, inclosa la reacció en cadena de la polimerasa (PCR). En una altra tècnica, seqüències d'ADN curtes s'hibriditzen amb cèl·lules ARNm per identificar gens expressats. Les companyies farmacèutiques estan explorant l'ús d'ARN antisentit per unir-se a l'ARNm no desitjat, evitant que el ribosoma tradueixi l'ARNm a proteïna.